# 증기 압력

액체 표면에서의 증발 및 응축의 과정

증기 압력(蒸氣壓力, 영어: vapor pressure) 또는 증기압(蒸氣壓)은 증기가 고체 또는 액체와 동적 평형 상태에 있을 때 증기의 압력을 의미한다. 증기 장력(蒸氣張力)이라고도 한다. 증기 압력은 어떠한 액체의 증발속도와 관련이 있기 때문에, 실온 상태에서 증기압이 매우 높은 액체상태의 물질은 휘발성을 갖는 물질이라고 표현되기도 한다. 증기 압력 또는 균형 증기 압력은 닫힌 계의 주어진 온도에서 응결된 위상(고체 또는 액체)과 함께 열역학적 평형에 의해 증기에 의해 발휘되는 압력으로 정의된다. 평형 증기 압력은 액체의 증발률을 나타내는 지표이다.
그것은 액체로부터 증발할 수 있는 입자들의 경향과 관련이 있다. 정상 온도에서 높은 증기 압력을 가진 물질은 흔히 휘발성이라고 한다. 액체 표면 위에 존재하는 증기로 표시되는 압력은 증기압이라고 알려져 있다. 액체의 온도가 증가함에 따라, 분자의 운동 에너지 또한 증가하는데,분자의 운동 에너지가 증가함에 따라서 수증기로 변하는 분자의 수 또한 증가한다. 따라서 증기 압력이 증가한다.
어떤 물질의 증기 압력은 ClausiusXMClairon 관계에 따라 비선형성이 증가한다. 액체의 정상 끓는점은 증기압이 대기압과 같아지는 온도이다. 그 온도가 증가하면 증기 압력은 대기압을 극복하기에 충분하고 액체의 부피 내에서 기포를 형성하기 위해 액체를 들어 올린다. 액체에서 더 깊게 형성되는 기포는 더 높은 압력을 필요로 한다. 얕은 깊이에서 더 중요한 것은 기포 형성을 시작하는데 필요한 온도가 더 높다는 것이다. 기포 벽의 표면 장력은 매우 작은 초기 기포의 과도한 압력으로 이어진다. 그러므로, 온도계 보정은 끓는 물의 온도에 의존하지 말아야 한다.
혼합물의 단일 성분이 시스템의 총 압력에 기여하는 증기 압력은 부분 압력이라 불린다. 예를 들어, 해수면의 공기 중 수증기로 포화된 공기는 약 2.3kPa, 질소는 78kPa, 산소는 21kPa, 아르곤은 0.9kPa, 총 102.2 kPa는 표준 기압을 기준으로 한다.

## 측정 및 단위
증기 압력은 표준 단위 압력 단위로 측정된다. 국제 단위계(SI)는 단위 면적당 힘의 차원을 파악한 단위로서, 표준 단위로서 파스칼(Pa)을 나타낸다. 파스칼은 제곱미터 당 뉴턴(N/m2)이다.
증기 압력의 실험적 측정은 1과 200 사이의 공통된 압력에 대한 간단한 절차에서 가장 정확한 결과를 얻을 수 있다. 절차는 종종 시험 물질을 정화하고, 용기에 격리시키고, 다른 온도에서 용기의 기체 상태를 측정하고, 다른 온도에서 용기의 기체 상태를 측정하는 것으로 구성된다. 전체 물질과 증기가 규정된 온도에 도달하도록 보장하기 위해 세심한 정확도를 달성할 수 있다. 이것은 종종 액체 수조를 액체 욕조에 가라앉게 함으로써 등압선을 사용하는 것과 마찬가지로 행해진다.
Knudsen effusion cell method법을 사용하여 고체의 증기 압력을 측정할 수 있다.
의학적 맥락에서, 증기 압력은 때때로 다른 단위로 표현된다. 이것은 휘발성 마취제에 중요한데, 이것은 대부분의 액체 온도에서 액체적인 액체이지만 상대적으로 높은 증기 압력을 가지고 있다. 체온이 높을수록 체온이 더 빠른 마취제가 더 빨리 배출될 것이다.
수문학에서는 증기압의 단위로 파스칼(Pa) 또는 밀리바(mb)를 사용한다. 1mb=100Pa이다.

## 동적 평형
액체 또는 고체 상태의 물질 표면에서는 끊임없이 분자가 기체 상태로 증발하는데, 밀폐된 용기에서는 어느 한도에 이르면 증발이 일어나지 않고, 안에 있는 용액은 그 이상 줄어들지 않는 것처럼 보인다. 그 이유는 같은 시간 동안 증발하는 액체나 고체 분자의 수와 응축되는 기체분자의 수가 같아져서 증발도 응축도 일어나지 않는 것처럼 보이기 때문이며, 이 상태를 동적 평형 상태라 하고, 이 상태에 있을 때 기체를 그 액체의 포화증기, 그 기체의 압력을 증기압(포화증기압)이라 한다. 개방된 용기 속에 있는 액체가 증발을 계속하는 것은 액체와 접하는 물질이 포화증기압에 이르지 못하기 때문이다. 이것은 고체도 마찬가지인데, 나프탈렌 등과 같은 물질은 상온에서도 이 현상이 뚜렷하게 나타난다. 증기압은 같은 물질이라도 온도가 높아짐에 따라 더욱 커진다.

## 액체의 끓는점과의 관계

일반적으로 어떤 물질이 특정온도에서 액체의 증기압이 높으면 끓는점이 감소하는 특성을 갖는다. 각 물질별로온도대비 증기압을 보여주는 그래프가 오른쪽에 예시되어 있다.
그래프 내 -30~80 °C 온도범위 전체에서 염화 메틸(파란색 선)은 차트 안에 있는 모든 액체 중에서 가장 높은 증기압을 가진다. 그것은 증기압이 대기압(1atm)일때의 온도인 끓는점 기준 가장 낮은 끓는점(−24 °C)을 가진다. 두번째로 낮은 끓는점(0 °C)을 갖는 부탄과 비교시 24 °C의 차이가 나는것을 보면 염화메칠이 매우 높은 휘발성을 갖는 물질임을 알 수 있다.
증기 압력과 온도 사이의 관계는 비선형적이지만, 차트는 로그 수직 축을 사용하여 약간의 곡선을 그릴 수 있으므로 한개의 액체를 그래프로 그릴 수 있다. 증기 압력의 대수가 1/(T+230)에 대해 계산될 때 거의 일직선이 된다. T는 섭씨 온도이다. 끓는 물에 액체의 증기 압력은 주변 환경의 압력과 같다.
화학의 증기압력을 쉽게 풀어 설명하자면 증기압력이란 입자간의 인력이 약할수록 커진다고 볼 수 있다. 이 말은 증기압력이란 입자가 액체에서 기체로 변할 때 입자가 떨어져나가려는 힘이라 할 수 있다. 외부압력이란 것이 존재하는데 외부압력은 외부에서 입자를 잡아주는 힘이다. 외부압력이 증기압력과 같아지는 시점을 동적 평형이라 부른다.

## 다른 쓰임
기상학에서는 대기의 전체압력 중에서 그 대기에 함유되어 있는 수증기가 갖고 있는 분압을 증기압이라 하며, 이 수증기압의 경우 포화상태에서의 압력 뿐만 아니라 측정 상태 그대로의 압력 또한 나타낸다. 증기압은 공기의 밀도에 큰 영향을 받으며, 온도에는 작은 영향을 받는다.
포화 증기압(saturation vapor pressure)은 대기가 더 이상 수분을 머금을 수 없는 상태에서의 증기압을 말한다. 포화증기압은 온도에 따라 변화한다. 온도가 높아질수록 포화증기압의 변화폭이 커지는, 비선형적인 증가를 보인다. 포화증기압에 상대습도를 곱하면 실제 증기압이 된다.

## 측정
대기 중의 수증기압은 건습구습도계를 사용하면, 건구와 습구의 차이로부터 표 또는 계산자를 사용하여 산출할 수 있다.

## 같이 보기
- 압력